# Cơ cấu lại nợ
Cơ cấu lại nợ (debt restructuring) hay tái cơ cấu nợ (hay trong một số ngữ cảnh pháp lý thì còn được gọi là cơ cấu lại thời hạn trả nợ hay một số phương tiện đại chúng gọi tắt là cơ cấu nợ) là một quá trình cho phép khách hàng, đối tác vay nợ (một công ty tư nhân hoặc công ty đại chúng hoặc một pháp nhân có chủ quyền) đang đối mặt với các vấn đề về dòng tiền và khó khăn tài chính được giảm bớt và thương lượng lại các khoản nợ quá hạn (thông thường là việc gia hạn thời gian trả nợ, giữ nguyên nhóm nợ và phân loại nợ, miễn giảm lãi vay, phí) nhằm cải thiện tình hình hoặc khôi phục khả năng thanh khoản để có thể vượt qua giai đoạn khó khăn, tiếp tục hoạt động của mình. Việc thay thế nợ cũ bằng nợ mới khi không gặp khó khăn về tài chính được gọi là "tái cấp vốn" (Refinancing) hay còn gọi là đảo nợ.

## Mục đích
Cơ cấu lại nợ liên quan đến việc giảm nợ và gia hạn thời hạn thanh toán và thường ít tốn kém hơn so với việc phá sản. Các chi phí chính liên quan đến việc tái cơ cấu nợ là thời gian và công sức dành cho việc đàm phán với các chủ ngân hàng, chủ nợ, nhà cung cấp và cơ quan thuế. Trong một giao dịch hoán đổi nợ lấy vốn chủ sở hữu, các chủ nợ của công ty thường đồng ý hủy bỏ một số hoặc tất cả các khoản nợ để đổi lấy vốn chủ sở hữu trong công ty (chuyển từ chủ nợ thành chủ sở hữu). Các thỏa thuận hoán đổi nợ lấy vốn chủ sở hữu cũng thường diễn ra vì các công ty có nghĩa vụ tuân thủ, theo các điều khoản của hợp đồng với các tổ chức cho vay nhất định, với tỷ lệ nợ trên vốn chủ sở hữu cụ thể

## Quy định
Ở Việt Nam, theo quy định của pháp luật về hoạt động cho vay, tín dụng thì tổ chức tín dụng có thể quyết định việc cơ cấu lại thời hạn trả nợ trên cơ sở đề nghị của khách hàng, khả năng tài chính của tổ chức tín dụng và kết quả đánh giá khả năng trả nợ của khách hàng trong các trường hợp khi khách hàng không có khả năng trả nợ đúng kỳ hạn nợ gốc và/hoặc lãi tiền vay và được tổ chức tín dụng đánh giá là có khả năng trả đầy đủ nợ gốc và/hoặc lãi tiền vay theo kỳ hạn trả nợ được điều chỉnh, thì tổ chức tín dụng xem xét điều chỉnh kỳ hạn trả nợ gốc và/hoặc lãi tiền vay đó phù hợp với nguồn trả nợ của khách hàng, mà thời hạn cho vay không thay đổi.
Trường hợp khách hàng không có khả năng trả hết nợ gốc và/hoặc lãi tiền vay đúng thời hạn cho vay đã thỏa thuận và được tổ chức tín dụng đánh giá là có khả năng trả đầy đủ nợ gốc và/hoặc lãi tiền vay trong một khoảng thời gian nhất định sau thời hạn cho vay, thì tổ chức tín dụng xem xét cho gia hạn nợ với thời hạn phù hợp với nguồn trả nợ của khách hàng. Việc cơ cấu lại thời hạn trả nợ được thực hiện trước hoặc trong thời hạn 10 (mười) ngày kể từ ngày đến kỳ hạn, thời hạn trả nợ đã thỏa thuận. Ngoài ra, một số công ty tài chính dựa trên các quy định của Thông tư số của Ngân hàng Nhà nước Việt Nam quy định về việc tổ chức tín dụng, chi nhánh ngân hàng nước ngoài cơ cấu lại thời hạn trả nợ, miễn, giảm lãi, phí, giữ nguyên nhóm nợ nhằm hỗ trợ khách hàng chịu ảnh hưởng bởi dịch viêm đường hô hấp cấp do chủng mới của virus corona (Covid-19) cũng triển khai chính sách hỗ trợ giảm lãi vay, cơ cấu nợ cho khách vay tiêu dùng.
Thông tư của Ngân hàng Nhà nước Việt Nam cũng quy định các trường hợp cơ cấu lại thời hạn trả nợ nhằm hỗ trợ khách hàng chịu ảnh hưởng bởi dịch viêm đường hô hấp cấp do chủng mới của virus corona. Theo đó, Tổ chức tín dụng, chi nhánh ngân hàng nước ngoài cơ cấu lại thời hạn trả nợ đối với số dư nợ của khoản nợ khi đáp ứng đầy đủ các điều kiện như phát sinh trước ngày 10/6/2020 từ hoạt động cho vay, cho thuê tài chính, phát sinh nghĩa vụ trả nợ gốc và/hoặc lãi trong khoảng thời gian từ ngày 23/01/2020 đến ngày 31/12/2021. Việc thực hiện cơ cấu lại thời hạn trả nợ cho khách hàng thực hiện đến ngày 31/12/2021.
Số dư nợ của khoản nợ được cơ cấu lại thời hạn trả nợ khi thuộc một trong các trường hợp như số dư nợ còn trong hạn hoặc quá hạn đến 10 (mười) ngày kể từ ngày đến hạn thanh toán, thời hạn trả nợ theo hợp đồng, thỏa thuận, số dư nợ của khoản nợ phát sinh trước ngày 23/01/2020 và quá hạn trong khoảng thời gian từ ngày 23/01/2020 đến ngày 29/3/2020, số dư nợ của khoản nợ phát sinh từ ngày 23/01/2020 và quá hạn trước ngày 17/5/2021. Thời gian cơ cấu lại thời hạn trả nợ (kể cả trường hợp gia hạn nợ) phù hợp với mức độ ảnh hưởng của dịch Covid-19 đối với khách hàng và không vượt quá 12 tháng kể từ ngày tổ chức tín dụng, chi nhánh ngân hàng nước ngoài thực hiện cơ cấu lại thời hạn trả nợ.